# Arrows A5
O  A5  é o modelo da Arrows da temporada de 1982 da F1. Condutores: Marc Surer e Mauro Baldi.

## Resultados[1]
(legenda) 
| Ano  | Chassi | Motor                | Pneus | N° | Pilotos     | 1   | 2   | 3   | 4     | 5   | 6   | 7   | 8   | 9   | 10  | 11  | 12  | 13  | 14  | 15  | 16  | Pontos | Posição |  |
| ---- | ------ | -------------------- | ----- | -- | ----------- | --- | --- | --- | ----- | --- | --- | --- | --- | --- | --- | --- | --- | --- | --- | --- | --- | ------ | ------- |  |
|      |        |                      |       |    |             |     |     |     |       |     |     |     |     |     |     |     |     |     |     |     |     |        |         |  |
|      |        |                      |       |    |             | RSA | BRA | USW | SMR   | BEL | MON | USE | CAN | NED | GBR | FRA | GER | AUT | SUI | ITA | LVS |        |         |  |
| 1982 | A5     | Ford Cosworth DFV V8 | P     | 29 | Marc Surer  |     |     |     | [ 2 ] |     |     |     |     |     |     |     |     |     | 15  |     | 7   | 01 (5) | 11º     |  |
| 1982 | A5     | Ford Cosworth DFV V8 | P     | 30 | Mauro Baldi |     |     |     | [ 2 ] |     |     |     |     |     |     |     |     |     |     | 12  |     | 01 (5) | 11º     |  |

↑1  Do GP da África do Sul até Áustria utilizou o chassi A4 e no GP da Itália apenas Surer e nos GPs: Suíça e Las Vegas apenas (Baldi) marcando 5 pontos totais. 